# Sur l'Album de la Comtesse
Pour les articles homonymes, voir Comtesse (homonymie).

Sur l'Album de la Comtesse est une chronique de contrepèteries publiée chaque semaine par Le Canard enchaîné.

## Histoire
Le nom originel de cette rubrique était : Sur l'album de la comtesse Maxime de La Falaise. C'était, dit Yvan Audouard qui en est le créateur, le (vrai) nom d'une « réelle et ravissante personne d'origine irlandaise totalement ignorante de la question mais qui m'avait autorisé à utiliser son nom pour agacer son mari de l'époque dont elle était en train de divorcer ». Il s'agissait peut-être de Maxime Birley (née Maxine), épouse du comte Alain de La Falaise'.
De nombreuses personnes ont cherché, sans succès, quelle pouvait bien être la contrepèterie cachée dans ce titre. Yvan Audouard a pourtant démenti catégoriquement qu'il y en eût une. Joël Martin, actuel porte-plume de la Comtesse, l'a confirmé. Cependant, en se limitant à « Sur l'album de la comtesse », et à condition de permuter tous les phonèmes, on peut proposer « Cet homme sale dont la queue brûle »,.
Une autre explication a été proposée, fondée sur l’idée que la rubrique s’intitulait initialement « dans l’album de la comtesse ». Dans cette hypothèse, le contrepet « boum dans le con de l’altesse » vient aisément.

## Description
La rubrique se compose de trois sections, la première (avec titre et sous-titre) étant complètement fondée sur un sujet d'actualité de la semaine, les deux autres étant une succession de contrepèteries sans lien particulier entre elles. Toutefois, l'ensemble de la rubrique porte sur des personnages du panorama politique actuel et les contrepèteries sont quasiment toutes à vocation grivoise.
À la suite du fondateur Yvan Audouard, la rubrique est tenue par Henri Monier, puis par Luc Étienne. Elle est alimentée par les envois des lecteurs dont deux prolifiques qui ont par la suite édité des recueils : Jacques Antel (Tout de mon cru publié en 1975) et Joël Martin (Sur l'album de la comtesse de Joël Martin publié en 1988, qui reprend 2 800 contrepèteries parues entre 1979 et 1987).
Le Canard enchaîné publia un jour un poème qui pouvait se lire avec deux sens différents :
« L'hommage de leurs vers qu'à l'envi les poètes
À la femme déçue offrent toujours ardents
Flatte certes le but mais n'apaise la quête :
L'attente a des plaisirs qu'on ne fait qu'un moment. »

## Secrétaires
- Yvan Audouard (fondateur en 1951)
- Paul Caron
- Henri Monier
- André Dilhay
- Maurice Saint-Ferréol
- Luc Étienne (de 1957 à 1984)
- Joël Martin (depuis 1984)